# Valentin Busch (Eishockeyspieler)
Valentin Busch (* 8. Januar 1998 in Erding) ist ein deutscher Eishockeyspieler, der seit April 2024 beim EV Lindau aus der Oberliga unter Vertrag steht und dort auf der Position des Stürmers spielt. Zuvor lief Busch unter anderem bereits für die Nürnberg Ice Tigers, Grizzlys Wolfsburg, Bietigheim Steelers und Iserlohn Roosters in der Deutschen Eishockey Liga (DEL) auf.

## Karriere
Valentin Busch wechselte schon in jungen Jahren von seinem Heimatverein, dem TSV Erding, in die Jugend des EV Landshut. Er lief für die U16 in der Schüler-Bundesliga und in der Saison 2013/14 auch 27 Mal in der U20 auf, die in der DNL antrat. Im Sommer 2014 zog er in die Hockey Academy des EC Red Bull Salzburg. Mit dem U18-Team wurde er 2015 österreichischer Junioren-Meister. In den Playoffs steuerte er in sieben Spielen neun Scorerpunkte bei.
Nach zwei Jahren in Salzburg unterschrieb Busch 2016 seinen ersten Profi-Vertrag: Er wechselte zu den Nürnberg Ice Tigers in die DEL, verbrachte den Großteil der folgenden beiden Spielzeiten aber über eine Förderlizenz beim EHC Bayreuth in der DEL2. Damit spielte er im selben Team wie sein fünf Jahre älterer Bruder Sebastian. In seiner Debüt-Saison im Senioren-Bereich erzielte Valentin Busch 14 Tore in der Hauptrunde und zwei weitere in den Playoffs, weshalb ihm die Auszeichnung des „Rookie des Jahres“ zugesprochen wurde.
Im Sommer 2018 wechselte der Angreifer zu den Grizzlys Wolfsburg. Spielpraxis sammelte er in der Saison 2018/19 etwa zu gleichen Teilen in der DEL sowie bei Wolfsburgs Kooperationspartner, den Kassel Huskies, in der DEL2. In der folgenden Spielzeit konnte er sich schließlich in der höchsten deutschen Spielklasse etablieren und erzielte auch seine ersten vier DEL-Tore. Mit fünf Scorerpunkten in den ersten sechs Spielen startete er erfolgreich in die im Zuge der COVID-19-Pandemie verkürzten Saison 2020/21, sodass Wolfsburg seinen Vertrag vorzeitig um zwei Jahre verlängerte.
In der Spielzeit 2021/22 konnte er seine Leistungen aus den Vorjahren nicht bestätigen. Nach elf Spielen ohne eine einzige Torbeteiligung lösten die Grizzlys den Vertrag mit Busch auf und er schloss sich rund um den Jahreswechsel den Bietigheim Steelers an. Im Sommer 2022 erhielt Busch einen Tryout-Vertrag bei den Iserlohn Roosters, der im Oktober für den Rest der Saison 2022/23 verlängert wurde. Nachdem er zu Beginn der Spielzeit noch regelmäßig zum Einsatz gekommen war, erhielt er nach einem Trainerwechsel kaum noch Eiszeit. Nur 17 Spiele und ein Tor standen zum Saisonende zu Buche. Er ging ohne neuen Verein in die Saison 2023/24, bis er Mitte September vom Oberligisten ECDC Memmingen verpflichtet wurde. Im April 2024 gab dann der EV Lindau bekannt, Busch für die Spielzeit 2024/25 verpflichtet zu haben.

### International
Valentin Busch wurde ab 2013 mehrfach in die Junioren-Nationalmannschaften des Deutschen Eishockey-Bundes berufen. Für die U20-Nationalmannschaft erzielte er bei den Junioren-Weltmeisterschaften 2017 und 2018 (Division IA) zwei bzw. drei Treffer. Die Mannschaft verpasste aber in beiden Jahren den Aufstieg in die Top-Division.

## Erfolge und Auszeichnungen
- 2015 EBJL-Meister mit dem RB Hockey Academy
- 2017 DEL2-Rookie des Jahres

## Karrierestatistik
Stand: Ende der Saison 2023/24

### International
Vertrat Deutschland bei:
- World U-17 Hockey Challenge Januar 2014
- U18-Junioren-Weltmeisterschaft der Division IA 2016
- U20-Junioren-Weltmeisterschaft der Division IA 2017
- U20-Junioren-Weltmeisterschaft der Division IA 2018

(Legende zur Spielerstatistik: Sp oder GP = absolvierte Spiele; T oder G = erzielte Tore; V oder A = erzielte Assists; Pkt oder Pts = erzielte Scorerpunkte; SM oder PIM = erhaltene Strafminuten; +/− = Plus/Minus-Bilanz; PP = erzielte Überzahltore; SH = erzielte Unterzahltore; GW = erzielte Siegtore; 1 Play-downs/Relegation; Kursiv: Statistik nicht vollständig)